# Jimenezara
× Jimenezara (abreviado Jmzra en el comercio) es un híbrido intergenérico entre los géneros de orquídeas Broughtonia × Laelia × Laeliopsis. Fue publicado en Orchid Rev. 81(964) cppo: 8 (1973).